# Trifluridine
La trifluridine, également appelée trifluorothymidine est un médicament antiviral utilisé comme collyre dans les infections à herpès.

## Mode d'action
On pense que la trifluridine agit en arrêtant la création d'ADN viral.

## Usage médical
La trifluridine est un médicament antiviral utilisé pour traiter les infections oculaires à herpès simplex. Elle peut également être utilisée pour traiter les infections oculaires causées par la vaccine qui peuvent survenir après une vaccination contre la variole. Le médicament est utilisé sous forme de collyre.

## Effets secondaires
Les effets secondaires de ce médicament comprennent l’irrigation, le gonflement des paupières ou la rougeur des yeux.

## Histoire
Le médicament  a été approuvée pour un usage médical aux États-Unis en 1980,. Il est disponible sous forme de médicament générique et est également vendu sous le nom commercial Viroptic . Aux États-Unis, un flacon de 7,5 ml coûte environ 74 dollars américains. C'est également un composant du médicament anticancéreux trifluridine/tipiracil .